# Idaea tenebrica
Idaea tenebrica là một loài bướm đêm trong họ Geometridae.